# زون (آلبوم چندآهنگه)
زون (انگلیسی: Zone) نخستین آلبوم چندآهنگهٔ جی‌هیو از گروه دخترانه توایس است که در ۱۸ اوت ۲۰۲۳ توسط جی‌وای‌پی انترتینمنت و ریپابلیک رکوردز منتشر شد. این ئی‌پی شامل هفت ترانه از جمله تک‌آهنگ آغازین «منو به خوبی بکش» است. این آلبوم با همکاری رپر آمریکایی ۲۴کی‌گلدن و خواننده و ترانه‌سرای کره‌ای هیز است.

## جدول‌های موسیقی
| جدول (۲۰۲۳)                                   | بالاترین جایگاه |
| --------------------------------------------- | --------------- |
| آلبوم‌های بلژیکی (اولتراتاپ فلاندرز)           | ۱۹۷             |
| آلبوم‌های بلژیکی (اولتراتاپ والونیا)           | ۴۰              |
| آلبوم‌های بین‌المللی کرواسی (اچ‌دی‌یو)            | ۴               |
| آلبوم‌های فرانسوی (اس‌ان‌ئی‌پی)                   | ۴۱              |
| آلبوم‌های آلمانی (۱۰۰ آلبوم برتر رسمی)         | ۴۵              |
| آلبوم‌های فیزیکی مجارستانی (MAHASZ)            | ۱۵              |
| آلبوم‌های ژاپنی (اوریکون)                      | ۱۱              |
| آلبوم‌های ترکیبی ژاپنی (اوریکون)               | ۱۳              |
| آلبوم‌های داغ ژاپنی (بیلبورد ژاپن)             | ۱۸              |
| آلبوم‌های کره جنوبی (سرکل)                     | ۱               |
| آلبوم‌های اسپانیایی (پروموزیکای)               | ۳۵              |
| آلبوم‌های سوئیسی (جدول موسیقی سوئیس)           | ۷۹              |
| آلبوم‌های دیجیتال بریتانیا (شرکت جدول‌های رسمی) | ۳۵              |
| بیلبورد ۲۰۰ ایالات متحده                      | ۱۴              |
| آلبوم‌های جهانی ایالات متحده (بیلبورد)         | ۲               |

| جدول (۲۰۲۳)               | جایگاه |
| ------------------------- | ------ |
| آلبوم‌های ژاپنی (اوریکون)  | ۲۹     |
| آلبوم‌های کره جنوبی (سرکل) | ۴      |

| جدول (۲۰۲۳)               | جایگاه |
| ------------------------- | ------ |
| آلبوم‌های کره جنوبی (سرکل) | ۴۲     |

## گواهی‌نامه‌ها و فروش‌ها
| منطقه             | گواهی       | واحد گواهی‌شده/فروش |
| ----------------- | ----------- | ------------------ |
| کره جنوبی (گائون) | ۲× Platinum | ۵۸۴٬۲۲۵            |
| ایالات متحده      | —           | ۴۱٬۰۰۰             |

## تاریخچه انتشار
| منطقه        | تاریخ          | فرمت                       | ورژن        | ناشر             | منابع         |
| ------------ | -------------- | -------------------------- | ----------- | ---------------- | ------------- |
| مختلف        | ۱۸ اوت ۲۰۲۳    | سی‌دی دانلود دیجیتال استریم | Z Y O       | جی‌وای‌پی ریپابلیک | [ ۲۲ ]        |
| مختلف        | ۱۸ اوت ۲۰۲۳    | سی‌دی                       | دیجی‌پک      | جی‌وای‌پی ریپابلیک | [ ۲۳ ]        |
| ایالات متحده | ۲۱ اوت ۲۰۲۳    | آلبوم دیجیتال              | ZYO'S ZONE  | جی‌وای‌پی ریپابلیک | [ ۲۴ ]        |
| ایالات متحده | ۱۷ نوامبر ۲۰۲۳ | وینیل                      | دیپ سی ملون | جی‌وای‌پی ریپابلیک | [ ۲۵ ] [ ۲۶ ] |